# John Kirby Allen
Pour les articles homonymes, voir Allen.
John Kirby Allen (né en 1810 à Sullivan et mort le 15 août 1838 à Houston) est un entrepreneur américain, connu comme le cofondateur de la ville de Houston avec son frère Augustus Chapman Allen (en).
Il est également membre de la Chambre des représentants de la république du Texas.